# Штурмтигр
«Штурмтигр» (нем. Sturmtiger), полное официальное название — 38 cm RW61 auf Sturmmörser Tiger, распространено также название «Штурмпанцер VI» (нем. Sturmpanzer VI) — немецкая самоходная артиллерийская установка (САУ) периода Второй мировой войны, класса штурмовых орудий, тяжёлая по массе. Создана в 1943 году на шасси тяжёлого танка «Тигр» и предназначалась для разрушения укреплений противника и боёв в городских условиях. Всего в 1943—1945 годах из линейных танков было переоборудовано 18 «Штурмтигров», включая прототип. Они ограниченно применялись в боях практически до самого конца войны, но из-за своего крайне малого количества, отсутствия подходящих целей, ненадёжности и проблем со снабжением, сколько-нибудь заметного влияния на ход боевых действий «Штурмтигры» не оказали.

## История создания и производства

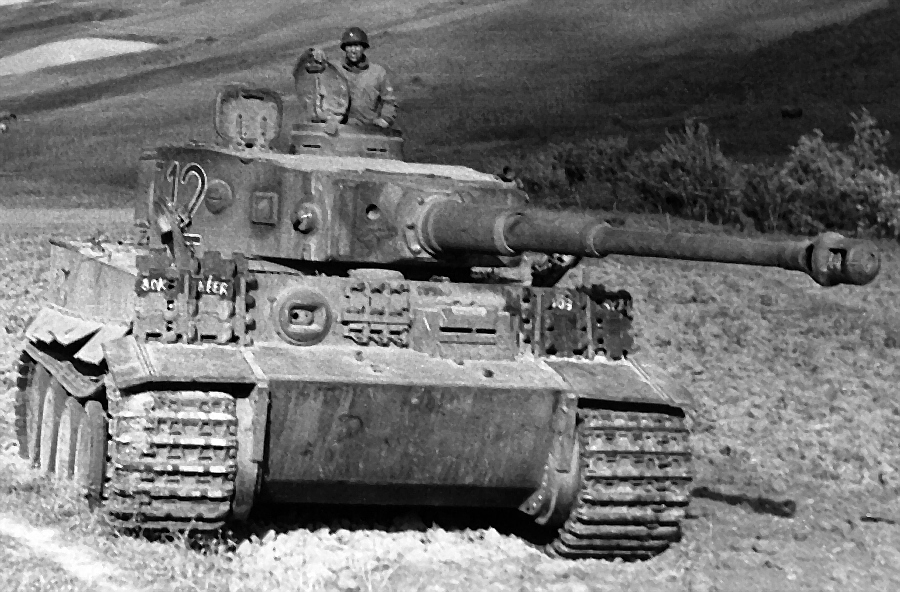
Тяжёлый танк «Тигр», ставший базой для «Штурмтигра»

За годы Второй мировой войны, в Германии были созданы многочисленные образцы штурмовых орудий, таких как StuG III, StuG IV или StuH 42, а также вооружённых 150-мм орудиями САУ на различных шасси. К 1942 году, однако, назрела необходимость в создании нового типа. Мощность 75-мм или 105-мм артиллерийской системы хорошо защищённых штурмовых орудий зачастую оказывалась недостаточной даже для разрушения полевых укреплений. Вооружённые же более крупнокалиберными орудиями САУ защищались лишь лёгким противоосколочным бронированием и были непригодны для осуществления ближней артиллерийской поддержки, особенно в городских условиях. В 1942—1943 годах на шасси PzKpfw IV были созданы и другие штурмовые орудия, вооружённые 150-мм гаубицей, такие как StuIG 33B или Sturmpanzer IV, известная также как «Бруммбэр» (нем. Brummbär — «ворчун»). Но их боевое применение показало, что 150-мм пушки отнюдь не всегда достаточно, а построенные на базе перегруженного шасси поздних PzKpfw IV машины не могут нести достаточную для боёв в городских условиях бортовую и кормовую броню.
Для решения этих проблем подходило только шасси тяжёлого танка, способное нести орудие достаточного калибра, имея при этом требуемую броневую защиту. Первая попытка создания в Германии тяжёлого штурмового орудия относится к 1942 году, когда был разработан так и оставшийся на бумаге проект САУ «Бэр» (нем. Bär — «медведь»). САУ, использовавшая увеличенное шасси «Тигра», должна была весить около 120 тонн, защищаться 130-мм лобовой и 80-мм бортовой бронёй и быть вооружена 305-мм пушкой, размещённой в неподвижной рубке. Двигатель мощностью 700 л. с. должен был обеспечивать ей максимальную скорость 20 км/ч. После того как этот проект был отвергнут военными, с конца 1942 года на основе полученного в Сталинградской битве опыта, по личному приказу А. Гитлера, велась разработка тяжёлого штурмового орудия на базе тяжёлого танка PzKpfw VI «Тигр».
По первоначальному проекту новая САУ, получившая неофициальное название «Штурмтигр», должна была вооружаться специально разработанной для неё 210-мм гаубицей, однако разработка последней затягивалась и ставила под угрозу срыва весь проект. В качестве замены этому орудию 11 апреля 1943 года А. Шпеером был предложен так и не принятый на вооружение кригсмарине 380-мм реактивный корабельный бомбомёт Raketenwerfer 61. Гитлер высоко оценил подобную инициативу, и в результате, уже 5 августа 1943 года был представлен окончательный проект вооружённого доработанным 380-мм бомбомётом «Штурмтигра». Планируемые объёмы выпуска «Штурмтигра» составляли 10 машин в месяц, и хотя этой цифры так никогда и не удалось достичь, выпуск САУ мог заметно повлиять на объёмы производства столь необходимого фронту базового танка. В связи с этим решено было использовать для сборки «Штурмтигров» шасси поступавших на капитальный ремонт «Тигров». Первый прототип был переоборудован фирмой Alkett и представлен заказчику 20 октября 1943 года.
Новая машина получила высокую оценку Гитлера, но, несмотря на это, начало серийного производства «Штурмтигра» задерживалось, поскольку ряд офицеров Генштаба всячески затягивали выпуск ненужной, по их мнению, в сложившихся условиях машины. Их аргументами были как отсутствие необходимости в специализированном оружии для штурма городов, в то время как войскам вермахта приходилось постепенно переходить к обороне, так и сложности с поставками базовых танков. Несмотря на немалое число выпущенных «Тигров», эвакуация вышедших из строя или подбитых 56-тонных машин была непростым делом, поэтому на капитальный ремонт уходило сравнительно небольшое их количество. То обстоятельство, что для конверсии в потяжелевший на 10 тонн по сравнению с базовой машиной «Штурмтигр» годились только «Тигры» поздних выпусков, с внутренней амортизацией катков и двигателем модели HL 230 P45, также не способствовало росту числа доступных для переделки машин. Несмотря на это, под давлением Гитлера к лету 1944 года первая партия «Тигров» была всё же отправлена на завод фирмы Alkett для конверсии в САУ.
Производство рубок «Штурмтигра» осуществлялось фирмой Brandenburger Eisenwerke, а ремонт поступивших «Тигров» и окончательную сборку осуществляла Alkett на заводе в Берлине-Шпандау. Выпуск первой партии из 12 «Штурмтигров» шёл с 13 августа по 21 сентября 1944 года (август — 3, включая доработанный прототип, сентябрь — 10), после чего 6 октября того же года новая САУ была наконец принята на вооружение вермахта и началось распределение её по частям. Тем временем с развитием наступления советских войск на Восточном фронте количество доступных «Тигров» ещё более сократилось, поскольку теперь отступавшим немецким войскам приходилось чаще всего бросать неисправную или подбитую технику. В результате в дальнейшем была выпущена лишь одна партия из 5 «Штурмтигров», завершённая в декабре 1944 года. Всего же с октября 1943 по декабрь 1944 года было изготовлено 18 «Штурмтигров», включая прототип, на который была к 1944 году установлена рубка уже из броневой стали. Значительно отставал от плана и выпуск боеприпасов к ним: из 1400 заказанных 380-мм ракет к марту 1945 года были выпущены лишь 397, причём в войска успели поступить только 317 — менее двух полных боекомплектов на каждую из 13 поступивших в войска САУ.

## Модификации
Серийные «Штурмтигры» модификаций не имели, однако ввиду практически поштучного выпуска, большинство выпущенных машин имели незначительные отличия, как технологического характера, так и вносившиеся с учётом опыта эксплуатации. Прототип первоначально отличался от серийных машин использованием в качестве базы «Тигра» средних, а не поздних выпусков, но уже к 1944 году и он был модернизирован до стандарта серийных машин.

## Описание конструкции
«Штурмтигры» переоборудовались из линейных танков «Тигр», при этом переоборудованию подвергалось лишь боевое отделение танка и отчасти — лобовое бронирование корпуса, прочие же узлы оставались практически неизменными. САУ имела компоновку с расположением моторного отделения в кормовой части, трансмиссионного отделения — в лобовой, а совмещённого отделения управления и боевого — в просторной неподвижной рубке в средней части корпуса. Экипаж «Штурмтигра» состоял из пяти человек — механика-водителя, стрелка-радиста, командира, выполнявшего также функции наводчика, и двух заряжающих; участие в заряжании орудия, впрочем, принимал весь экипаж, за исключением водителя, поскольку управляться с 350-килограммовыми снарядами можно было только вчетвером.

### Броневой корпус и рубка

Схема бронирования «Штурмтигра»

Броневой корпус базового танка оставался на «Штурмтигре» в целом без изменений, удалялись лишь крыша подбашенной коробки, верхняя и средняя лобовые детали. Кроме этого, на нижнюю лобовую деталь части САУ устанавливалась дополнительная бронеплита. В остальном корпус переделке не подвергался, некоторые «Штурмтигры» даже сохраняли циммеритовое покрытие, нанесённое на корпус части базовых машин.
Корпус и рубка «Штурмтигра» собирались при помощи сварки из катаных броневых плит хромоникелевой стали толщиной 28, 40, 50, 62, 82, 100 и 150 мм, подвергнутых цементации (насыщению поверхностного слоя стали карбидом железа, имеющего экстравысокую твёрдость). Лобовая часть корпуса была образована верхней бронеплитой толщиной 70 мм, расположенной под углом 80° к вертикали, и нижней, толщиной 100 мм, расположенной под углом 25°. На прототипе к нижней лобовой детали при помощи болтов крепилась дополнительная плита толщиной 50 мм. Борта корпуса располагались вертикально и имели толщину 62 мм в нижней части и 82 мм — в верхней. Корма корпуса была образована 82-мм бронеплитой, расположенной под углом 8°. Днище корпуса и крыша моторного отделения имели толщину 28 мм.
Сверху на боевое отделение и отделение управления устанавливалась и прикреплялась к корпусу болтами рубка коробчатой формы. Лобовая бронеплита рубки имела толщину 150 мм и устанавливалась под углом 47° к вертикали, борта и корма собирались из 82-мм бронеплит и имели углы наклона 20° и 10°, соответственно. Крыша рубки была образована 40-мм бронеплитой. В лобовой части рубки в литой шаровой установке размещался 380-мм бомбомёт, прикрытый массивной литой же броневой маской, служившей также противовесом для уравновешивания орудия.
Для загрузки 380-мм ракет в САУ служил специальный двухстворчатый люк в крыше рубки. Одна из его створок не имела петель и демонтировалась лишь для загрузки боеприпасов, вторая же использовалась и для посадки и высадки экипажа. Для посадки и высадки экипажа также использовался и люк командира, а в экстренных условиях — и эвакуационный люк в кормовой плите рубки. Для доступа к агрегатам двигателя в крыше моторного отделения имелся ряд люков, однако доступ к агрегатам трансмиссии был значительно затруднён по сравнению с базовой машиной — для её демонтажа необходимо было предварительно снять всю броневую рубку, перекрывавшую часть трансмиссионного отделения.

### Вооружение

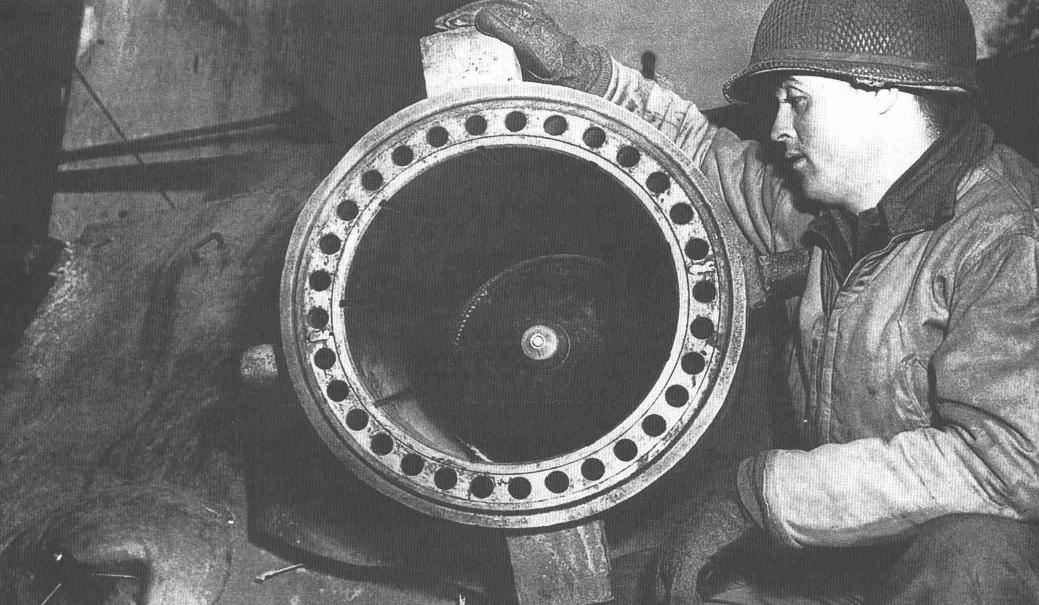
Ствол «Штурмтигра»

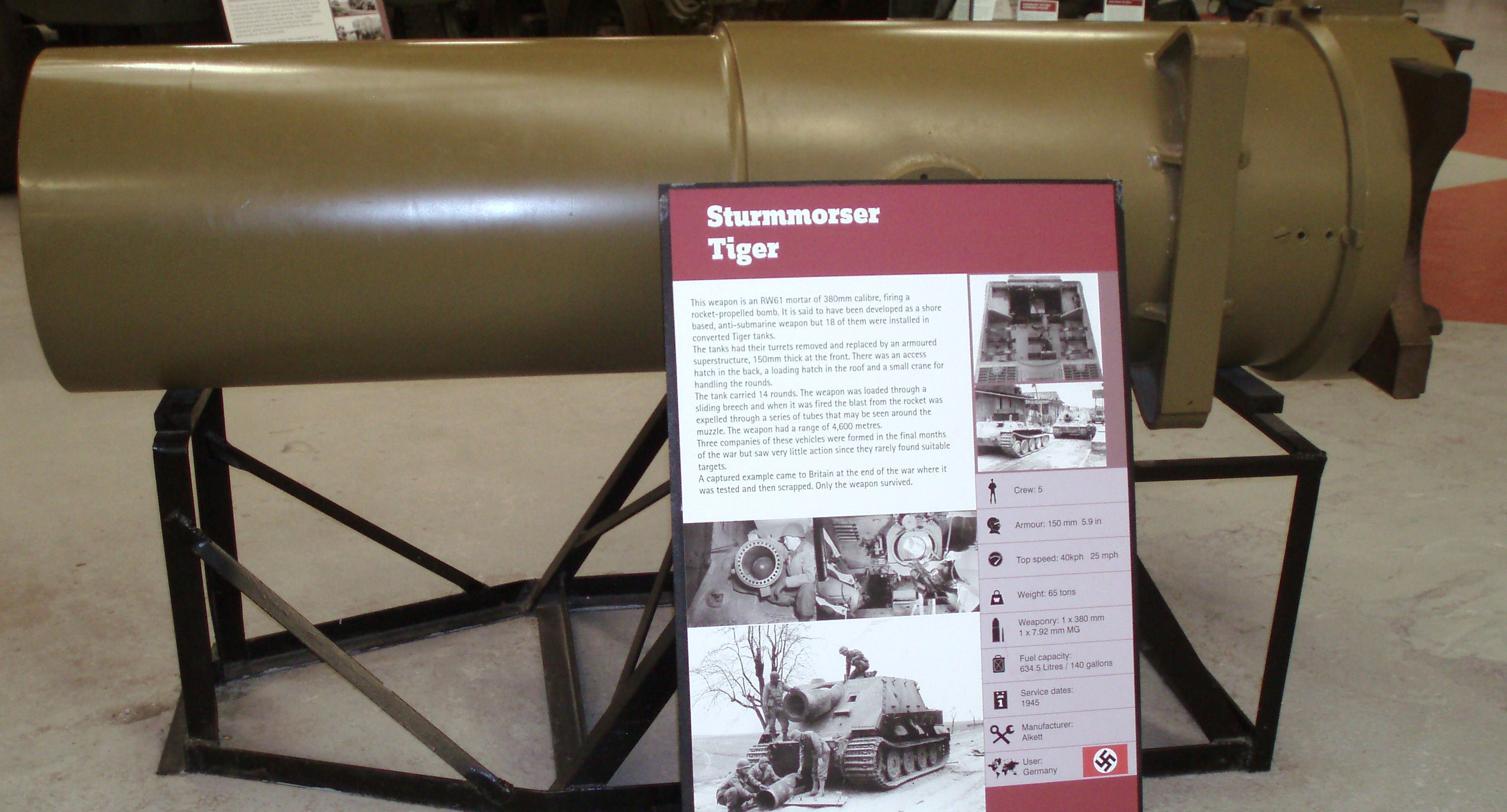
Ствол в Танковом музее в Бовингтоне

Основным вооружением «Штурмтигра» являлся 380-мм корабельный реактивный бомбомёт Raketenwerfer 61 (армейское обозначение 38 cm RW61 или StuM RM 61 L/5) с длиной ствола в 5,4 калибра. Бомбомёт устанавливался в лобовом листе рубки в шаровой установке, позволявшей его наводку в вертикальной плоскости в пределах 0…+85° и в горизонтальной — в пределах ±10°. Для наведения бомбомёта на цель использовался телескопический прицел Pak ZF 3×8, имевший увеличение 3× при поле зрения 8°. Выпущенные машины имели незначительные различия в конструкции орудия — на прототипе устанавливался бомбомёт с так называемой «крупной» нарезкой ствола из 9 нарезов, тогда как на остальных 17 серийных машинах стояли бомбомёты с «мелкой» нарезкой из 36 нарезов. Сделано это было исключительно для облегчения одной из наиболее трудоёмких операций при заряжании орудия — поворота 350-килограммовой ракеты на зарядном лотке до совпадения выступов на ней с нарезами. С 36 нарезами, угол, на который было необходимо повернуть для этого ракету, значительно сокращался.
Бомбомёт вёл огонь ракетами с твердотопливным двигателем, стабилизировавшимися в полёте за счёт вращения, достигавшегося за счёт наклонного расположения сопел её двигателя, а также вхождения выступов на корпусе ракеты в каналы нарезки ствола орудия. Начальная скорость ракеты на выходе из ствола составляла 300 м/с. Хотя ракета при выстреле и создавала небольшую по сравнению с традиционными артиллерийскими системами того же калибра отдачу, чтобы не усложнять конструкцию и не загромождать боевое отделение механизмами отката, конструкторам пришлось прибегнуть к оригинальному решению: газы ракетного двигателя отводились в пространство между стволом и его внешним кожухом, выводясь через отверстия в передней части ствола; таким образом удавалось погасить значительную часть стартовой отдачи.

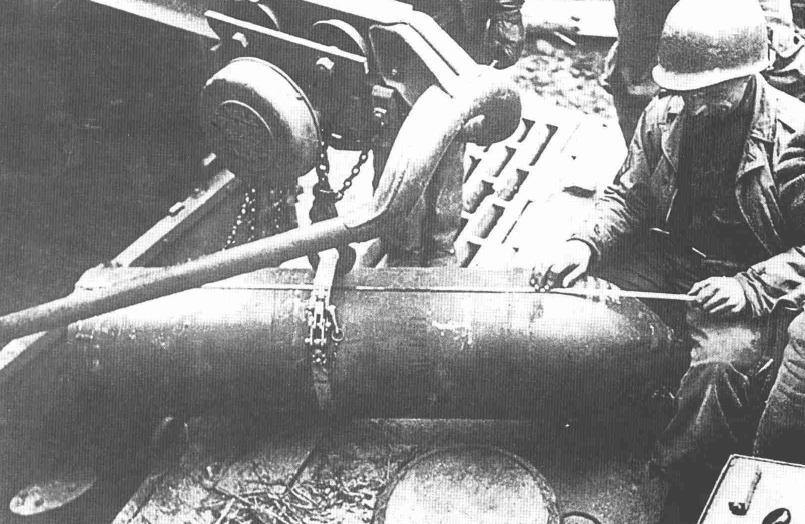
380-мм фугасная ракета «Штурмтигра»

Максимальный боекомплект бомбомёта состоял из 14 ракет, из которых 12 размещались в укладках по обеим сторонам рубки, одна находилась на зарядном лотке, и ещё одна в стволе, однако обычно экипажи предпочитали загружать в машину лишь 13 снарядов, не занимая зарядный лоток. Обычно в него входили только фугасные ракеты Raketen Sprenggranate массой 351 кг, содержавшие 125 кг тротила. Ракета снабжалась ударными взрывателями AZKM-8 или AZKM-10 с регулируемой задержкой срабатывания, составлявшей от 0,5 до 12 секунд. С 1944 года велась также разработка кумулятивной ракеты Raketen Hohladungsgranate массой 345 кг, предназначенной для поражения особо прочных долговременных укреплений и способной пробить до 2,5 м железобетона, однако до конца войны на вооружение она так и не поступила. Доводка специализированной фугасной ракеты для «Штурмтигра», впрочем, также затягивалась, и на первых порах экипажи «Штурмтигров» были вынуждены использовать для учебных стрельб остатки запаса ракет к морскому варианту бомбомёта.
Зарядка орудия производилась вручную, ввиду значительной массы снарядов для этого использовалась ручная лебёдка, установленная внутри рубки и передвигавшаяся по рельсам на её крыше. Помимо этого, на крыше рубки устанавливался съёмный кран, служивший для загрузки боеприпасов в танк. Ствол орудия для зарядки должен был быть опущен в положение 0°, после чего четыре человека экипажа проталкивали ракету в ствол при помощи специального инструмента, по откидному лотку с направляющими роликами. При этом, с помощью направляющей планки, ракета приводилась в нужное положение, чтобы выступы на ней совпали с нарезами ствола; также для придания ракете правильного положения мог быть использован специальный ключ. Зарядка орудия являлась трудоёмким и медленным процессом, занимавшим не менее 10 минут, даже при том, что в нём были задействованы четыре члена экипажа.
Вспомогательным оружием САУ для обороны от вражеской пехоты служил 7,92-мм пулемёт MG-34, установленный в шаровой установке Kugelblende 150 в правой части лобового листа рубки, позволявшей его вертикальную наводку в пределах −10…+15° и горизонтальную — в пределах ±5°. Для наведения пулемёта использовался телескопический прицел KZF-2, имевший увеличение 1,8×, боекомплект пулемёта составлял 600 патронов в четырёх лентах. Помимо этого, в крышке люка для загрузки ракет в крыше рубки устанавливался 90-мм гранатомёт (казнозарядный миномёт) NbK 39 с боекомплектом из осколочных и дымовых мин, служивший для обороны от пехоты противника в ближнем бою. Для самообороны экипажа, «Штурмтигр» комплектовался пистолетом-пулемётом MP-40 и 384 патронами к нему в 12 коробчатых магазинах.

### Средства наблюдения и связи
Командир танка для наблюдения за полем боя имел стереоскопический перископический наблюдательный прибор Sf 14Z, установленный в крыше рубки. Механик-водитель имел в своём распоряжении стереоскопический наблюдательный прибор Pak ZEC-42, размещённый в лобовом листе рубки. Помимо этого, никаких смотровых приборов, не считая за таковые два пистолетных порта по бокам рубки, у экипажа не имелось. Механик-водитель, вдобавок, даже в небоевых условиях не имел других возможностей для наблюдения за дорогой, за исключением наблюдательного прибора.
Для внешней и внутренней связи «Штурмтигр» сохранял комплект оборудования базового танка — радиостанцию FuG 5 и танковое переговорное устройство SE 10u. Радиостанция FuG 5, бывшая стандартной для средних и тяжёлых германских танков и большинства машин на их базе, состояла из передатчика мощностью 10 Вт и УКВ-приёмника, и обеспечивала связь на дальности до 4—8 км, в зависимости от режима работы.

### Двигатель и трансмиссия

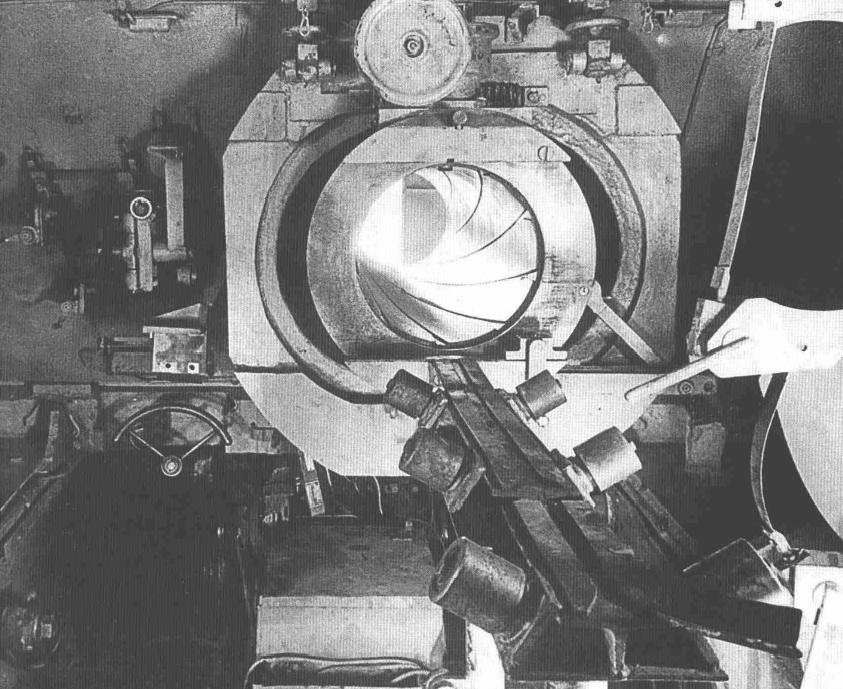
Вид на боевое отделение прототипа «Штурмтигра». Фото сделано в ходе испытаний на Куммерсдорфском полигоне. Видна «крупная» нарезка ствола. Замок 380-мм бомбомёта отсутствует

На прототипе «Штурмтигра», переоборудованном из «Тигра» среднего выпуска, устанавливался V-образный 12-цилиндровый карбюраторный двигатель жидкостного охлаждения HL 210 P30 мощностью 650 л. с. при 3000 об/мин. В дальнейшем, однако, было предписано использовать для конверсии в «Штурмтигр» только «Тигры» поздних выпусков, оснащённые аналогичным по схеме двигателем HL 230 P45 мощностью 700 л. с. при 3000 об/мин, что позволяло уменьшить падение подвижности САУ, потяжелевшей на 10 тонн по сравнению с базовым танком.
Двигатель устанавливался в кормовой части САУ, в среднем отсеке моторного отделения. Четыре топливных бака, общей ёмкостью 534 л, размещались по бокам от него в отдельных отсеках. Радиаторы системы охлаждения размещались также в бортовых отсеках, над топливными баками, а воздушные фильтры двигателя размещались непосредственно над ним. Для лучшего притока воздуха, крышки люков моторного отделения над бортовыми отсеками были выполнены решётчатыми. Отвод выхлопных газов от двигателя осуществлялся через две выхлопные трубы, размещённые на кормовой бронеплите и прикрытые массивными бронекожухами.
Трансмиссия всех серийных «Штурмтигров» была идентична, в неё входили:
- Многодисковый главный фрикцион с трением рабочих поверхностей в масле, объединённый в общем корпусе с коробкой передач и стояночным тормозом;
- Восьмиступенчатая (8+4) безвальная синхронизированная коробка передач «Maybach» OLVAR OG(B) 401216А с постоянным зацеплением шестерён, с гидравлическим сервоприводом и полуавтоматическим управлением;
- Карданный вал;
- Фрикционно-шестерёнчатый механизм поворота «Henschel» L 801;
- Двухрядные комбинированные бортовые передачи;
- Дисковые механические бортовые тормоза «Argus[англ.]» LB 900.4.

Сервопривод коробки передач обеспечивал переключение передач одним движением рычажка на панели механика-водителя, автоматически выключая главный фрикцион и прежнюю передачу, производя синхронизацию и включая новую передачу и главный фрикцион. В случае выхода сервопривода из строя, водитель имел возможность переключать передачи и вручную.

### Ходовая часть
Ходовая часть «Штурмтигра» с каждого борта состояла из 24 опорных катков диаметром 800 мм, сдвоенного ведущего колеса диаметром 860 мм и ленивца. Подвеска опорных катков — торсионная, катки располагались в шахматном порядке на 8 осях с каждого борта, на каждой два катка попарно и один — одиночный, образуя в общей сложности четыре ряда. Прототип «Штурмтигра», переоборудованный из «Тигра» среднего выпуска, имел, как и базовая машина, обрезиненные опорные катки, но на серийных машинах, переоборудовавшихся из «Тигров» поздних выпусков, стояли катки с внутренней амортизацией. Прототип позднее был также переоборудован до этого стандарта, поскольку обрезиненные катки крайне быстро изнашивались под ещё более возросшим по сравнению с базовым танком весом САУ.
Гусеницы «Штурмтигра» — стальные, мелкозвенчатые, двухгребневые, цевочного зацепления, каждая из 96 траков шириной 725 мм и с шагом 130 мм.

## Организационно-штатная структура
«Штурмтигры» поступали на вооружение отдельных рот самоходных миномётов (нем. Panzer Sturm-Mörser-Kompanie), подчинённых непосредственно штабу формирований уровня армии. Всего было сформировано 3 роты:
1000-я — сформирована 13 — 14 августа 1944 года при Группе Армий Центр
1001-я — сформирована 23 сентября 1944 года, но только 10 октября была передана Командованию Запад
1002-я — сформирована 22 октября 1944 года при Командовании Запад
Каждая из рот должна была по первоначальному штатному расписанию иметь 14 машин. Однако поскольку объёмы производства «Штурмтигров» явно не соответствовали запросам армии, уже с 15 сентября 1944 года это число было сокращено до четырёх машин в двух взводах. По новому штатному расписанию каждая рота состояла из 79 солдат и офицеров и должна была включать в себя:
- штабной взвод, с двумя мотоциклами, легковым автомобилем и бронетранспортёром Sd Kfz 251;
- два взвода самоходных миномётов, по два «Штурмтигра» и связному мотоциклу в каждом;
- ремонтное отделение с одним легковым и двумя 3-тонными грузовыми автомобилями;
- транспортная колонна, с мотоциклом, одним легковым и девятью 3-тонными грузовыми автомобилями.

С 23 января 1945 года все роты самоходных миномётов были переведены из состава бронетанковых войск в артиллерию, став отдельными батареями самоходных миномётов (нем. Panzer Sturm-Mörser-Batterie). Одновременно число взводов самоходных миномётов было увеличено до трёх, но на практике, из-за недостатка САУ, это так и не было выполнено, три взвода имела лишь 1002-я рота, изначально сформированная с увеличенным составом.

## Боевое применение
Впервые в бой довелось вступить ещё прототипу «Штурмтигра». Сразу же после завершения полигонных испытаний, 12—13 августа 1944 года он был, всё ещё с рубкой из неброневой стали и вместе со всего лишь 12 ракетами боезапаса, по железной дороге доставлен в Варшаву, где неделей ранее вспыхнуло восстание. С 13 по 28 августа машина использовалась для ведения огня по позициям восставших в городских районах Старовка и Мокотов, впервые вступив в бой 19 августа. Боевое применение подтвердило выявленные ещё во время заводских испытаний проблемы с надёжностью ракеты и точностью стрельбы. В Варшаве к этому прибавилось ещё и то, что взрыватели ракет, рассчитанные прежде всего на долговременные железобетонные укрепления, чаще всего попросту не срабатывали при попадании в сравнительно тонкие кирпичные стены городских зданий. Прибывшие в дальнейшем партии боеприпасов были оснащены более чувствительными взрывателями, после чего прототип «Штурмтигра», вместе с присоединившимся к нему между 15 и 18 августа первым серийным образцом, показали удовлетворительные результаты.
Первые серийные «Штурмтигры» поступали вначале в запасной 500-й отдельный тяжёлый батальон для подготовки экипажей, там же были разработаны основы тактики применения и составлена «Инструкция по обслуживанию самоходной штурмовой мортиры» для экипажей САУ. Согласно ей, «Штурмтигр» предназначался для разрушения баррикад, домов и укреплений в условиях уличных боёв. Фугасная ракета могла применяться при этом также для стрельбы по скоплениям пехоты противника, использование бомбомёта для стрельбы по мелким целям не рекомендовалось.

### 1000-я рота

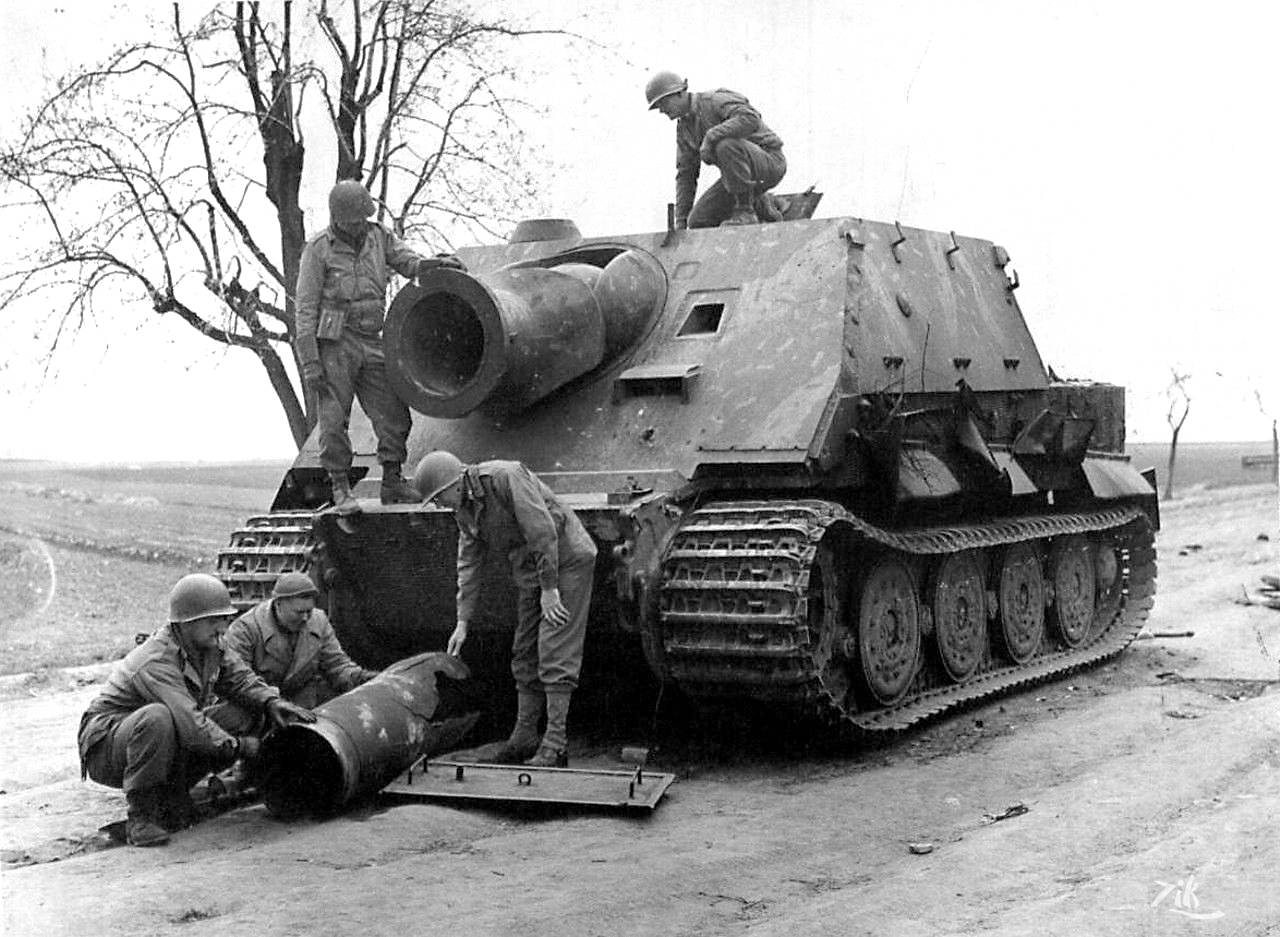
«Штурмтигр», брошенный и подорванный своим экипажем, захваченный войсками США. Перед машиной лежат вырванные взрывом ствол орудия и крышка зарядного люка.

Первая вооружённая «Штурмтиграми» рота, 1000-я, была сформирована 13 августа 1944 года. Первоначально её САУ были укомплектованы ещё заводскими экипажами из персонала фирмы Alkett. В 1-й её взвод вошли прототип с первым серийным «Штурмтигром», использовавшиеся в подавлении Варшавского восстания до 28 августа, после чего прототип был отправлен на завод фирмы Alkett для модернизации до стандарта серийных машин. Место 1-го взвода в Варшаве вскоре занял 2-й, укомплектованный двумя серийными «Штурмтиграми». 1-й же взвод после завершения модернизации прототипа был вначале отправлен на Западный фронт, в район Мо, однако уже 10 сентября он был передислоцирован в Венгрию, где был придан 109-й танковой бригаде. Взводу предстояло, в случае, если Словацкое национальное восстание распространится до Братиславы, участвовать в его подавлении уже опробованными в Польше методами. Однако, поскольку восстание так и не дошло до столицы и было остановлено ещё на значительном от неё расстоянии, уже к 20 октября 1-й взвод был возвращён в Варшаву.
В Варшаве рота была, наконец, впервые объединена в полной силе, насчитывая 4 «Штурмтигра», но высокая степень износа машин вынудила командование уже 22 октября отправить роту на ремонт в Зеннелагер. Прототип, наиболее изношенный из всех САУ роты, был списан, после чего дальнейшая судьба его не вполне ясна. Известно лишь, что находящийся в музее в Кубинке «Штурмтигр», захваченный советскими войсками на Восточном фронте, является, по мнению некоторых специалистов, именно прошедшим модернизацию прототипом. 1000-я рота же, после замены заводских экипажей армейскими и ремонта, длившегося до ноября 1944 года, была с оставшимися тремя САУ придана 15-й армии, в составе которой, совместно с 1001-й ротой, ей предстояло сражаться против англо-американских войск в ходе Арденнской операции. Планировалось использование роты в намечавшемся штурме Льежа, но из-за проблем с транспортировкой, усугублённых частыми поломками, 1000-я рота так и не сумела вовремя прибыть к месту назначения. Дальнейшая судьба роты не вполне ясна, известно лишь, что в дальнейшем она также действовала на Западном фронте, причём две из её САУ уже вскоре вышли из строя и были захвачены войсками Союзников, так что в боевых действиях принимала участие в основном лишь одна машина. В некоторых источниках также встречаются упоминания о применении «Штурмтигров» в ходе операции «Нордвинд», однако часть, к которой относились эти машины, неизвестна. Последнее достоверное упоминание 1000-й роты в документах относится к 23 января 1945 года, когда она, вместе с остальными ротами «Штурмтигров», была переведена в состав артиллерии.

### 1001-я рота

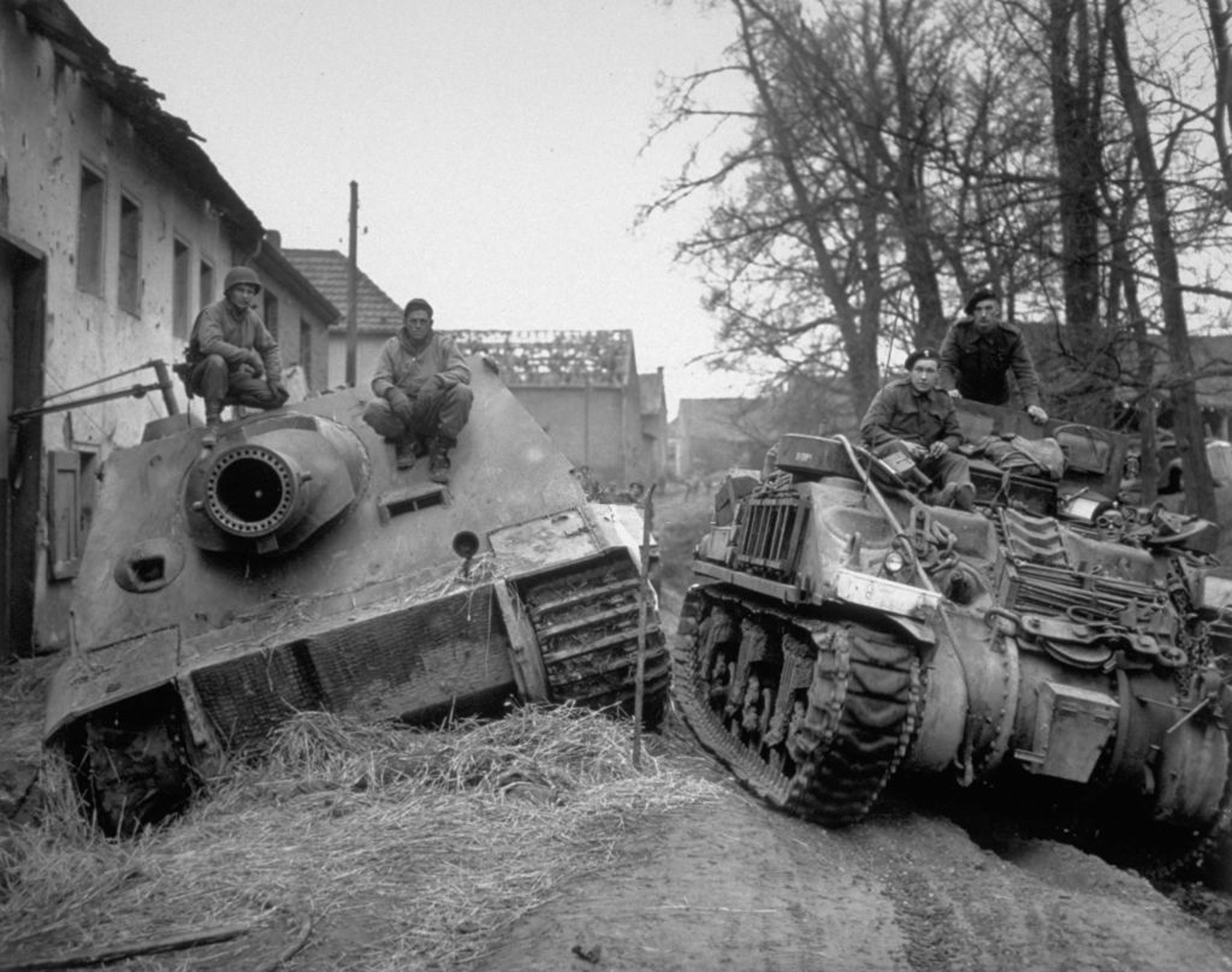
«Штурмтигр» 1001-й роты, брошенный после поломки и захваченный американскими войсками 28 февраля 1945 года

1001-я рота самоходных миномётов была сформирована 23 сентября 1944 года. 28 сентября был укомплектован её 1-й взвод, получивший два «Штурмтигра», а 5 октября к нему присоединился 2-й взвод, также укомплектованный двумя САУ. Однако боеготовой рота смогла считаться лишь 22 октября, когда для неё, наконец, поступили 380-мм боеприпасы. В ноябре 1944 года рота поступила в распоряжение командования Западного фронта, но из-за отсутствия тактической необходимости в ней на фоне общего отступления германских войск на Западе, лишь к началу декабря она была придана 15-й армии, совместно с 1000-й ротой, а позднее — 48-му танковому корпусу 6-й танковой армии СС. 1001-я рота также должна была принять участие в намечавшемся штурме Льежа, но транспортные проблемы задержали и её прибытие на фронт к сроку, вдобавок, в ходе налёта авиации союзников на перевозивший «Штурмтигры» поезд, была потеряна одна из САУ.
Тем не менее, в дальнейшем среди всех вооружённых «Штурмтиграми» рот, она оказалась наиболее активной, действуя против англо-американских частей и прикрывая свои войска в районе Айфель, на участке Дюрен — Ойскирхен. «Штурмтигры» успешно использовались для разрушения занятых англо-американскими войсками укреплений «Линии Зигфрида», а в отдельных эпизодах показали даже способность успешно бороться с танками противника. Так, в одном случае «Штурмтигру» удалось уничтожить одним выстрелом сразу три танка «Шерман». Все три оставшихся САУ 1001-й роты уцелели в зимних боях и были в марте 1945 года при отступлении переправлены за Рейн, где продолжили сдерживать наступление англо-американских войск. Один из «Штурмтигров» 1001-й роты был в неисправном состоянии захвачен войсками США 28 февраля, тогда как две оставшиеся САУ из-за нехватки топлива и боеприпасов были 10 апреля брошены и подорваны экипажами, также попав после этого в руки американцев.

### 1002-я рота
Последняя использовавшаяся в бою рота «Штурмтигров», 1002-я, была сформирована в конце осени 1944 года, в разных источниках в качестве даты формирования роты приводится либо 22 октября, либо 14 ноября. Рота была укомплектована по увеличенному штату и вместо двух взводов самоходных миномётов включала три, насчитывая по штатному расписанию, таким образом, 6 САУ. Последние, впрочем, прибыли в распоряжение роты лишь к середине декабря, после чего рота немедленно была отправлена на фронт, всё ещё не имея боеприпасов к «Штурмтиграм». В январе — марте 1945 года рота, получив, наконец, боеприпасы, была развёрнута в районе Рейхсвальда, не принимая участия в боях, а после была при отступлении успешно эвакуирована за Рейн. В дальнейшем рота продолжала отступление с боями, неся потери, пока 14 апреля последний из её «Штурмтигров» не был захвачен войсками США.

### Итог
Всего по состоянию на 1 марта 1945 года в частях насчитывалось 13 «Штурмтигров», три машины находились на складах, ещё одна машина была потеряна, также в это число не входит списанный ещё в октябре 1944 года прототип. Помимо трёх упомянутых выше рот, была сформирована также 1003-я рота самоходных миномётов, однако сведения о её боевом применении или о том, что она вообще была укомплектована САУ, отсутствуют. В марте — апреле 1945 года большинство «Штурмтигров» были брошены или уничтожены своими экипажами, после неустранимых в полевых условиях поломок или из-за нехватки топлива и боеприпасов. После окончания войны как минимум по одному захваченному «Штурмтигру» испытывалось в США и Великобритании.

## Оценка машины

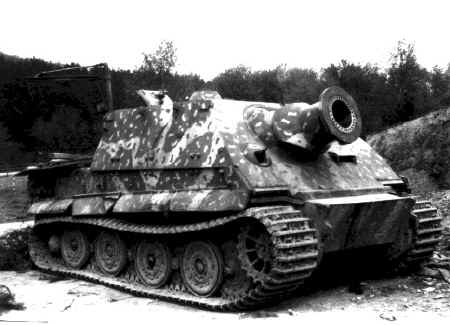
Sturmtiger Ausf E

### Вооружение и защищённость
Применение на «Штурмтигре» новейшего для своего времени вооружения — реактивного бомбомёта (в различных источниках именуемого также реактивным миномётом или ракетомётом) — обеспечило САУ непревзойдённую в своём классе огневую мощь, сравнимую разве что с железнодорожными или наиболее тяжёлыми традиционными артиллерийскими системами. Вместе с этим, реактивный бомбомёт, а также его размещение на «Штурмтигре», имели и ряд серьёзных недостатков. Одним из них была крайне низкая точность, свойственная, впрочем, любой ракетной артиллерии того времени — на максимальной дистанции стрельбы в 5700 метров разброс попаданий составлял до 4 % от дистанции стрельбы, или круга диаметром около 230 метров. Впрочем, с учётом назначения «Штурмтигра» это не являлось столь серьёзным недостатком — в городских условиях обычная дистанция стрельбы была значительно меньше, и средний разброс в радиусе 5 метров на дистанции в 1000 метров вполне позволял вести огонь по столь крупным целям как здания или укрепления. Другим недостатком, относившимся уже к калибру системы, была крайне низкая скорострельность — даже в относительно просторной рубке САУ 4 человека не могли обеспечить ей скорострельность более 1 выстрела в 10 минут.
«Штурмтигр» проектировался как машина для действий в городских условиях, способная выдерживать огонь противотанковой артиллерии со всех направлений. Защищённость лобовой части «Штурмтигров» ранних выпусков была одной из высочайших среди всех использовавшихся во Второй мировой войне бронемашин и была сравнима с бронированием «Королевского тигра». Лобовая деталь рубки, толщиной 150 мм, расположенная под углом 47° к вертикали, была малоуязвима даже для наиболее мощных танковых и противотанковых орудий. Из противотанковых орудий лишь британская 76-мм противотанковая пушка QF 17 pounder при использовании подкалиберного снаряда, советская 100-мм полевая пушка образца 1944 года (БС-3) и американская 90-мм зенитная пушка М2 (использовавшаяся как танковая и противотанковая; подкалиберным снарядом)) имели шансы пробить её на предельно малых дистанциях. Вместе с тем, эта деталь имела и своё уязвимое место — 380-мм канал ствола бомбомёта, попадание в который, вполне вероятное на малых дистанциях, даже при наиболее благоприятном для экипажа САУ исходе гарантированно лишало машину боеспособности. Нижняя часть ранних машин, помимо базовой 100-мм плиты «Тигра», защищалась прикручиваемой болтами дополнительной 50-мм бронеплитой, но в дальнейшем, поскольку и бронирование базовых танков показало себя в боевых условиях вполне достаточным, дополнительные плиты не устанавливались, чтобы не утяжелять и без того ненадёжную вследствие перегруженности машину. Даже базовая 100-мм плита, расположенная на «Штурмтигре» под углом 25°, обеспечивала защиту от большинства танковых и противотанковых орудий на нормальных дистанциях боя. В этих условиях лобовое бронирование рубки выглядело излишним и перегружавшим машину, не увеличивая существенно её защищённость.
Защищённость бортовой и кормовой проекций «Штурмтигра» осталась в целом на уровне базовой машины. Если в начале 1943 года она обеспечивала ему надёжную защиту от подавляющего большинства танковых и противотанковых орудий, то уже к 1944 году развитие противотанковой артиллерии лишило «Штурмтигр» этого преимущества. Хотя артиллерийские системы, способные пробить его бортовую броню с больших дистанций, такие как 76-мм M5 или QF 17 pounder, либо 57-мм ЗИС-2, были сравнительно немногочисленны, применение САУ в городских условиях делало для неё опасными даже сравнительно малоэффективные при других обстоятельствах устаревшие орудия. При этом, всякое пробитие брони для «Штурмтигра», нёсшего по бортам боевого отделения более тонны взрывчатых веществ, представляло значительную угрозу.

### Надёжность
«Тигр», служивший базой для «Штурмтигра», после периода первоначальной доводки, устранившего или значительно уменьшившего многие из его ранних проблем, превратился в сравнительно надёжную для своей весовой категории машину. Тем не менее, многие из его недостатков, такие как невысокая надёжность трансмиссии или склонность двигателя к перегреву, так и не были окончательно устранены до конца его службы. «Штурмтигр» же, помимо унаследования от базовой машины этих проблем, потяжелел по сравнению с ней на 10 тонн, что привело к крайней перегрузке подвески. Проблема усугублялась ещё и неравномерным распределением нагрузки, поскольку основная часть дополнительной массы — 150-мм лобовая плита рубки и бомбомёт, пришлась на передние катки. Именно проблемы с подвеской в дальнейшем стали основной причиной выхода из строя «Штурмтигров», усугубляясь повышенной сложностью ремонта из-за шахматного расположения катков подвески[страница не указана 277 дней].

### Оценка боевого применения
За время своей сравнительно недолгой службы «Штурмтиграм» почти не довелось использоваться по своему прямому назначению. Единственным эпизодом, когда «Штурмтигру» довелось принимать участие в штурме городов, было подавление Варшавского восстания. Впоследствии, хотя «Штурмтигры» не раз направлялись для выполнения подобных задач, обстановка на фронте, усугублённая частыми поломками САУ, неизменно препятствовала этому. Тем не менее, в тех отдельных эпизодах, когда «Штурмтигры» использовались против подходящих целей — зданий или укреплённых точек, его 380-мм орудие доказало свою высокую эффективность в их разрушении.
Однако в условиях отступления германских войск подобные цели были редки, и в тех случаях, когда «Штурмтигры» всё же вступали в бой, их целью обычно становились наступавшие англо-американские части. В этих же условиях критичными становились такие недостатки «Штурмтигра», как низкая точность стрельбы и крайне медленное перезаряжание. Постоянные же проблемы с надёжностью и нехваткой боеприпасов, усугублённые перебоями в снабжении, привели к тому, что подавляющее большинство «Штурмтигров» не были уничтожены в бою, а были подорваны и брошены своими экипажами[страница не указана 277 дней].

### Аналоги
Во Второй мировой войне специализированными тяжелобронированными штурмовыми орудиями, помимо Германии, обладал лишь СССР. Примерным аналогом «Штурмтигра» могут служить тяжёлые САУ СУ-152 и ИСУ-152, однако последние были более универсальны и не создавались специально для боя в городских условиях. Вооружённые 152-мм гаубицами-пушками советские САУ, хотя и многократно уступали «Штурмтигру» в мощности фугасного снаряда, отличались намного лучшей дальнобойностью, и особенно точностью и скорострельностью. По бронированию они были в целом сопоставимы с «Штурмтиграми» поздних выпусков, лишёнными дополнительной 50-мм бронеплиты на нижней лобовой детали, однако значительно уступали снабжённым дополнительной бронеплитой машинам, малоуязвимым для стандартных противотанковых средств. Но важнейшим преимуществом СУ-152, и особенно ИСУ-152, была лучшая надёжность, в отличие от «Штурмтигров», постоянные поломки которых ставили под вопрос их боеспособность.

## Сохранившиеся экземпляры
По состоянию на 2022 год, сохранилось два экземпляра «Штурмтигра»:
- Россия: Бронетанковый музей в Кубинке — прошедший модернизацию прототип «Штурмтигра», захваченный советскими войсками в апреле 1945 года в районе Эльбы. Двигатель и значительная часть внутреннего оборудования на машине отсутствуют.
- Германия: Немецкий танковый музей в Мунстере[32] — серийный «Штурмтигр» поздних выпусков, принадлежавший 1002-й роте, захваченный войсками США в феврале 1945 года. До 1970-х годов экспонировался в музее Абердинского испытательного полигона, после чего был передан военному музею[нем.] в Кобленце, а в 1990-х годах был передан музею в Зинсхайме. САУ полностью комплектна и, по заявлениям музея, находится на ходу, хотя последнее и подвергается сомнениям[33][34].

В Музее Войска польского в Варшаве экспонируется неразорвавшаяся фугасная ракета «Штурмтигра», одна из использовавшихся во время подавления Варшавского восстания.

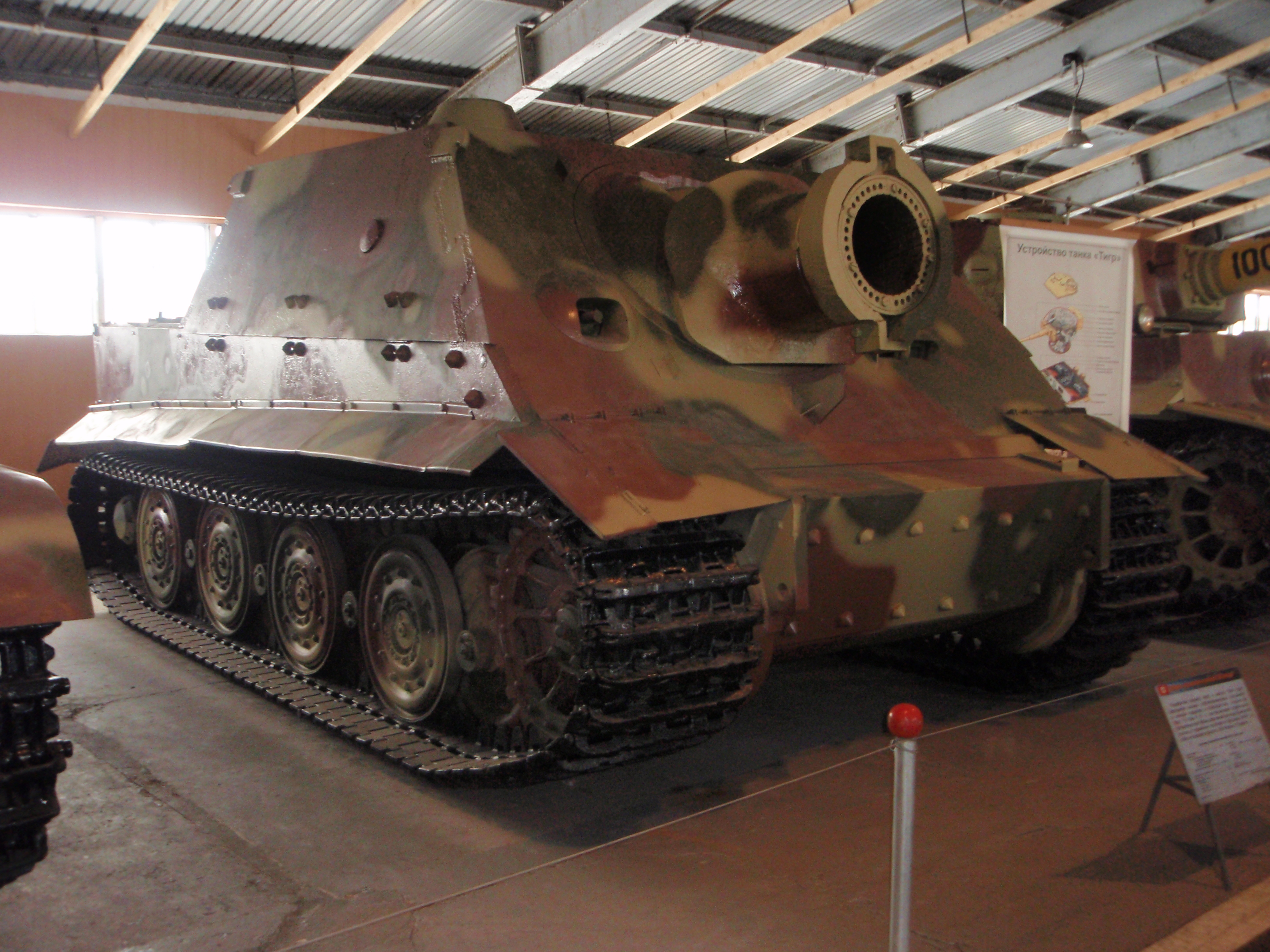
«Штурмтигр» в Бронетанковом музее в Кубинке
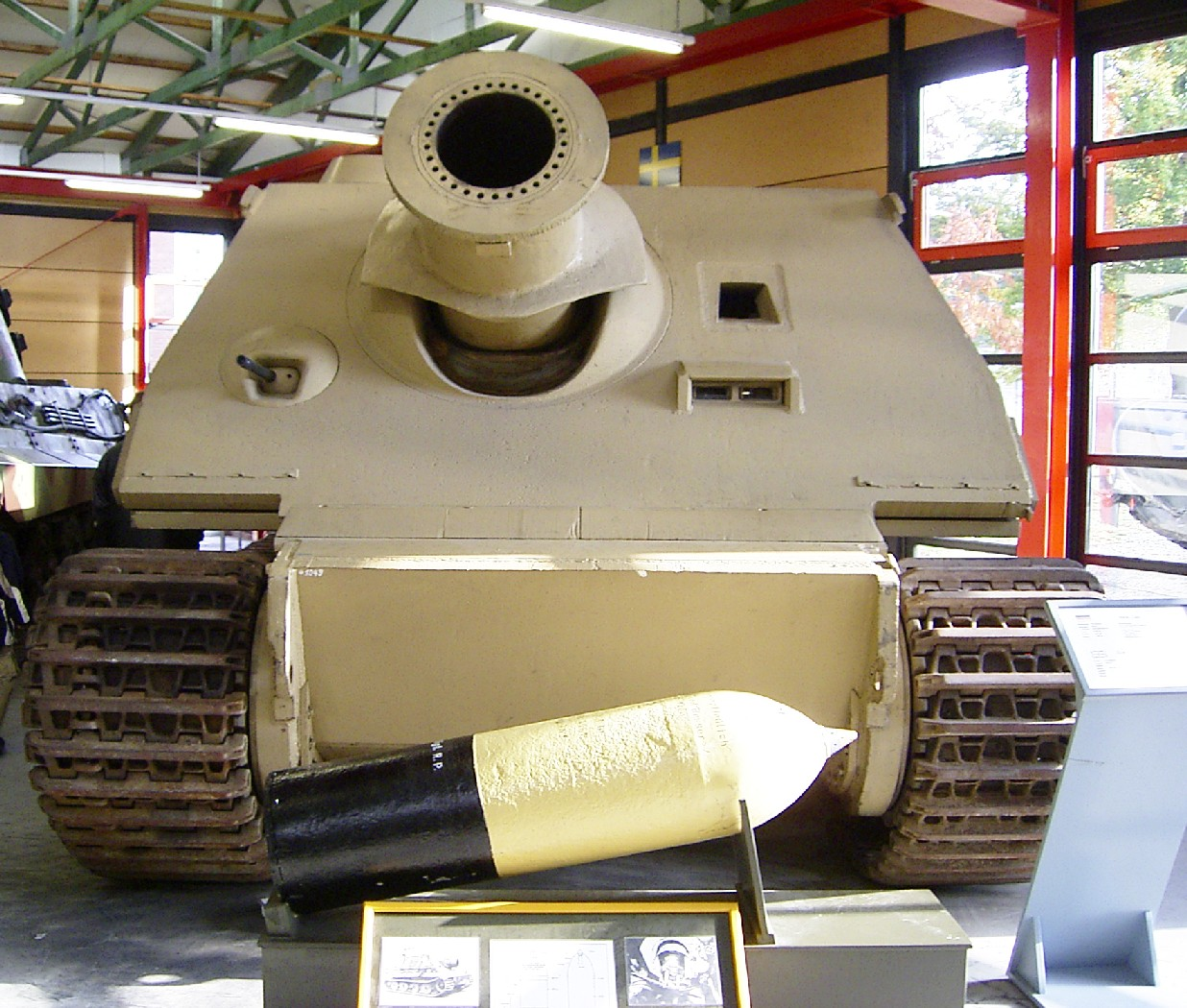
«Штурмтигр» в танковом музее в Мунстере
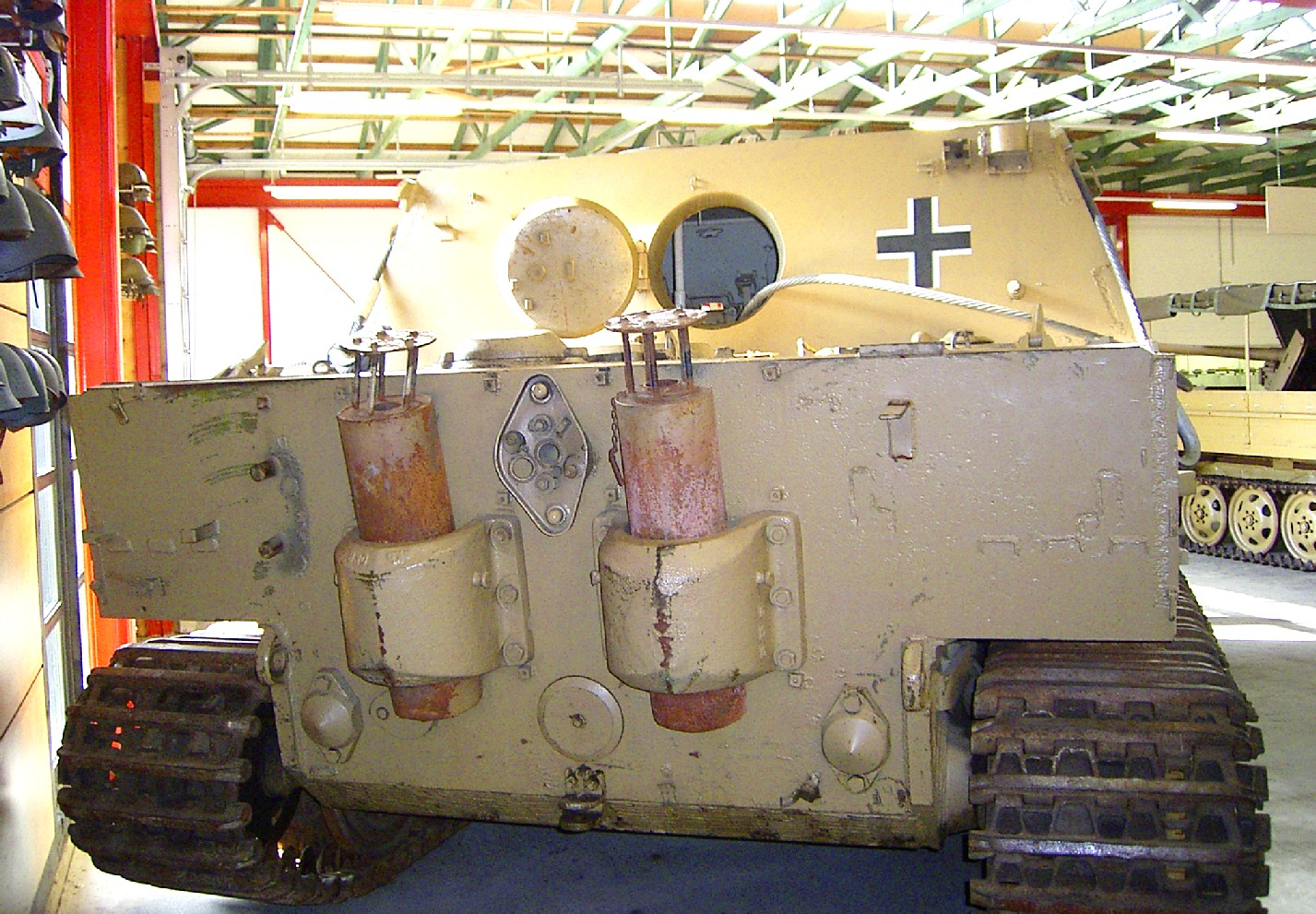
«Штурмтигр» в Зинсхайме, вид сзади
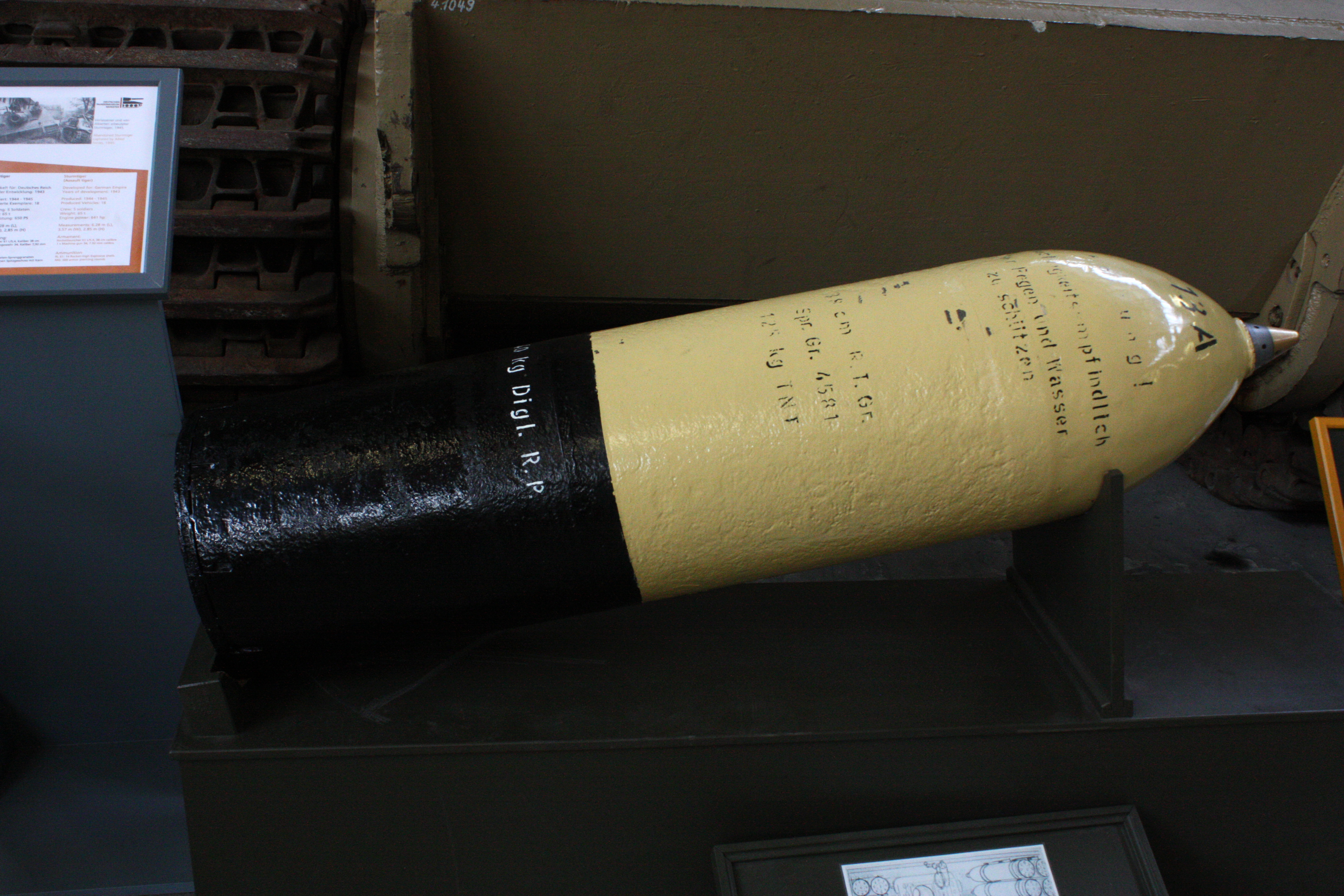
Ракета «Штурмтигра» в танковом музее в Мунстере

## «Штурмтигр» в сувенирно-игровой индустрии
Масштабные копии «Штурмтигра» выпускаются фирмами:
- 1/35 — AFV Club[35], Italeri[36] (перевыпускали Revell[37] и Testors[38]), Tamiya[39], HobbyBoss (перепаковка Tristar) и др.
- 1/48 — AFV Club[35] и др.
- 1/72 — AMC Models[38], Dragon[40], MAC Distribution[38], Trumpeter[38] и др.
- 1/100 — Звезда